# Élections sénatoriales de 2004 dans la Sarthe
Les élections sénatoriales dans la Sarthe ont eu lieu le dimanche 26 septembre 2004. Elles ont eu pour but d'élire les sénateurs représentant le département au Sénat pour un mandat de dix années.

## Contexte départemental
Lors des élections sénatoriales du 24 septembre 1995 dans la Sarthe, trois sénateurs ont été élus, un Divers droite, un RPR et un UDF.
Depuis, tous les effectifs du collège électoral des grands électeurs ont été renouvelés, avec les élections législatives françaises de 2002, les élections régionales françaises de 2004, les élections cantonales de 2001 et 2004 et les élections municipales françaises de 2001.

## Sénateurs sortants
| Sénateur | Sénateur             | Parti | Fonctions lors de l'élection en 1995                 |
| -------- | -------------------- | ----- | ---------------------------------------------------- |
|          | Jacques Chaumont     | UMP   | Sénateur sortant                                     |
|          | Marcel-Pierre Cléach | UMP   | Conseiller général, maire de Lombron                 |
|          | Roland du Luart      | UMP   | Sénateur sortant, conseiller général, maire du Luart |

## Présentation des candidats et des suppléants
Les nouveaux représentants sont élus pour une législature de 10 ans au suffrage universel indirect par les 1420 grands électeurs du département. Dans la Sarthe, les sénateurs sont élus au scrutin majoritaire à deux tours. Leur nombre reste inchangé, 3 sénateurs sont à élire. Ils sont 17 candidats dans le département, chacun avec un suppléant.
| T/S | Candidats | Candidats                | Parti | Principale fonction                                                                              |
| --- | --------- | ------------------------ | ----- | ------------------------------------------------------------------------------------------------ |
| T   |           | Yvon Luby                | PCF   |                                                                                                  |
| S   |           |                          | PCF   |                                                                                                  |
| T   |           | Jean-Christophe Gavallet | Verts |                                                                                                  |
| S   |           |                          | Verts |                                                                                                  |
| T   |           | Jean-Claude Boulard      | PS    | Président du Mans Métropole, maire du Mans                                                       |
| S   |           |                          | PS    |                                                                                                  |
| T   |           | Marietta Karamanli       | PS    | Conseillère générale, conseillère municipale du Mans                                             |
| S   |           |                          | PS    |                                                                                                  |
| T   |           | Brigitte Haudebourg      | DVG   |                                                                                                  |
| S   |           |                          | DVG   |                                                                                                  |
| T   |           | Gérard Frétellière       | DVG   |                                                                                                  |
| S   |           |                          | DVG   |                                                                                                  |
| T   |           | Claude Picault           | DVG   |                                                                                                  |
| S   |           |                          | DVG   |                                                                                                  |
| T   |           | Dominique Amiard         | PRG   |                                                                                                  |
| S   |           |                          | PRG   |                                                                                                  |
| T   |           | Jacques Dehergne         | DIV   |                                                                                                  |
| S   |           |                          | DIV   |                                                                                                  |
| T   |           | Marcel-Pierre Cléach     | UMP   | Sénateur sortant, conseiller général, maire de Lombron                                           |
| S   |           |                          | UMP   |                                                                                                  |
| T   |           | Pierre Hellier           | UMP   | Député, conseiller général                                                                       |
| S   |           |                          | UMP   |                                                                                                  |
| T   |           | Roland du Luart          | UMP   | Sénateur sortant, président du conseil général, président de la CC du Pays de l'Huisne Sarthoise |
| S   |           |                          | UMP   |                                                                                                  |
| T   |           | François Fillon          | UMP   | Ministre, conseiller municipal de Sablé-sur-Sarthe                                               |
| S   |           | Jean-Pierre Chauveau     | UMP   | Conseiller général, maire de Commerveil                                                          |
| T   |           | Joël Métivier            | FN    |                                                                                                  |
| S   |           |                          | FN    |                                                                                                  |
| T   |           | Jeannette Delory         | MNR   |                                                                                                  |
| S   |           |                          | MNR   |                                                                                                  |
| T   |           | André Dovillez           | MNR   |                                                                                                  |
| S   |           |                          | MNR   |                                                                                                  |
| T   |           | Guido Omenetto           | MNR   |                                                                                                  |
| S   |           |                          | MNR   |                                                                                                  |

## Résultats
| Candidat et parti politique | Candidat et parti politique | Candidat et parti politique | Premier tour | Premier tour | Second tour | Second tour |
| Candidat et parti politique | Candidat et parti politique | Candidat et parti politique | Voix         | %            | Voix        | %           |
| --------------------------- | --------------------------- | --------------------------- | ------------ | ------------ | ----------- | ----------- |
|                             | Roland du Luart             | UMP                         | 713          | 50,96        |             |             |
|                             | François Fillon             | UMP                         | 711          | 50,82        |             |             |
|                             | Marcel-Pierre Cléach        | UMP                         | 600          | 42,89        | 694         | 52,78       |
|                             | Marietta Karamanli          | PS                          | 455          | 32,52        | 614         | 46,69       |
|                             | Jean-Claude Boulard         | PS                          | 421          | 30,09        | Retrait     | Retrait     |
|                             | Yvon Luby                   | PCF                         | 348          | 24,87        | Retrait     | Retrait     |
|                             | Pierre Hellier              | UMP                         | 281          | 20,09        | Retrait     | Retrait     |
|                             | Jean-Christophe Gavallet    | Verts                       | 96           | 6,86         | Retrait     | Retrait     |
|                             | Brigitte Haudebourg         | DVG                         | 61           | 4,36         | Retrait     | Retrait     |
|                             | Dominique Amiard            | PRG                         | 49           | 3,50         | Retrait     | Retrait     |
|                             | Claude Picault              | DVG                         | 49           | 3,50         | Retrait     | Retrait     |
|                             | Gérard Frétellière          | DVG                         | 48           | 3,43         | Retrait     | Retrait     |
|                             | Joël Métivier               | FN                          | 12           | 0,86         | Retrait     | Retrait     |
|                             | Jacques Dehergne            | DIV                         | 2            | 0,14         | 7           | 0,53        |
|                             | Jeannette Delory            | MNR                         | 0            | 0,00         | Retrait     | Retrait     |
|                             | André Dovillez              | MNR                         | 0            | 0,00         | Retrait     | Retrait     |
|                             | Guido Omenetto              | MNR                         | 0            | 0,00         | Retrait     | Retrait     |
|                             |                             |                             |              |              |             |             |
| Inscrits                    | Inscrits                    | Inscrits                    | 1 420        | 100,00       | 1 420       | 100,00      |
| Abstentions                 | Abstentions                 | Abstentions                 | 17           | 1,20         | 14          | 0,99        |
| Votants                     | Votants                     | Votants                     | 1 403        | 98,80        | 1 406       | 99,01       |
| Blancs et nuls              | Blancs et nuls              | Blancs et nuls              | 4            | 0,29         | 91          | 6,47        |
| Exprimés                    | Exprimés                    | Exprimés                    | 1 399        | 99,71        | 1 315       | 93,53       |